# Trichopoda pictipennis
Espèce
Trichopoda pictipennis est une espèce de mouches brachycères de la famille des Tachinidae, du genre Trichopoda, qui parasite les punaises, notamment Nezara viridula. 
Cette espèce a été confondue avec une espèce proche, Trichopoda pennipes.

## Taxinomie
Cette espèce est décrite par l'entomologiste français Jacques Marie Frangile Bigot en 1876. Elle appartient au sous-genre Trichopoda (Galactomyia). 
Étymologiquement, le nom de genre est construit à partir du grec ancien Trichopoda signifiant « à pattes poilues » et l'épithète spécifique signifie « à ailes peintes», en référence à ses ailes bicolores.
Elle est confondue avec Trichopoda pennipes (Fabricius, 1781), également originaire d'Amérique latine, qu'on croit par exemple être l'espèce arrivée en Europe en 1980 ou celle introduite en Australie (sous le nom de T. giacomellii), jusqu'en 2021 où une étude démontre l'erreur d'attribution et corrige l'identification.

## Description
De taille moyenne (5,5 à 9,5 mm), elle a une grosse tête, des ailes orange et noires chez les mâles, brunes et hyalines chez les femelles, le thorax jaune rayé de noir, l'abdomen orange, dont l'apex de l'abdomen est orange foncé chez les mâles, et noir chez les femelles, avec toutefois une grande variabilité de coloration, allant du très clair au très foncé. Les pattes sont noires, aux derniers tarses clairs, et la troisième paire de pattes porte un peigne de poils noirs, caractéristique propre à toutes les espèces du genre Trichopoda. Chez les femelles de T. pennipes, il n'y a pas de jaune aux ailes, et chez les mâles, il est moins marqué et ne démarre pas à la base de l'aile. Toutefois, les deux espèces ont un vaste polymorphisme, ce qui entraîne des difficultés d'identification et des confusions.

## Répartition
Elle est native de la zone néotropicale (Amérique du Sud). Elle a été introduite comme moyen de lutte biologique en Australie et en Nouvelle-Zélande, bien que sous le nom de T.  giacomellii,.
En Europe, elle a été introduite accidentellement à la fin des années 80 en Italie, découverte près de l'aéroport international de Rome et d'une base militaire, qu'on suppose être son point d'entrée, et où elle est prise pour Trichopoda pennipes (confusion qui ne sera levée qu'en 2021), puis en Espagne et au Portugal, et en France, dont elle a gagné le Nord. En 2011, elle a été vue au Portugal, aux Pays-Bas, en Slovénie. Elle est également retrouvée en Suisse, en Albanie, en Croatie, à Chypre, en Grèce, à Malte, en Russie européenne et même en Asie occidentale, en Israël, en Turquie et en Égypte. On ignore encore si l'espèce a été introduite plusieurs fois ou si tous les spécimens proviennent d'une seule introduction avec une propagation postérieure de la population.

## Écologie
Elle parasite les punaises, de la famille des Pentatomidae. Son hôte local est Thyanta perditor, mais également aujourd'hui Nezara viridula, dans une association nouvelle depuis que cette punaise invasive est arrivée accidentellement vers 1700 dans le Nouveau monde. En Australie, elle est introduite dans le but de contrôler la même Nezara viridula, mais il semble qu'elle puisse parasiter et se développer chez certaines espèces indigènes.

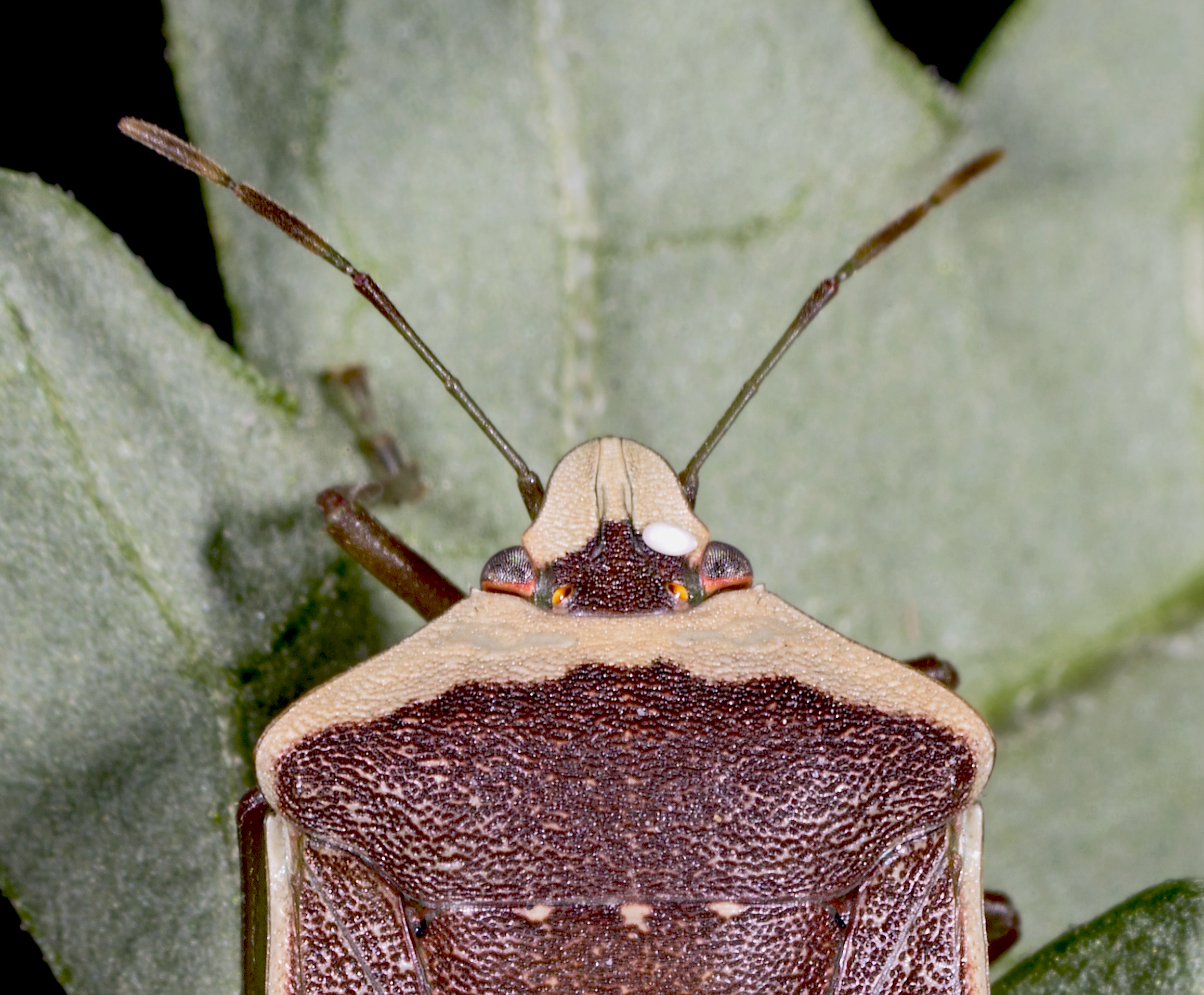
Œuf de Trichopoda pictipennis sur Nezara viridula

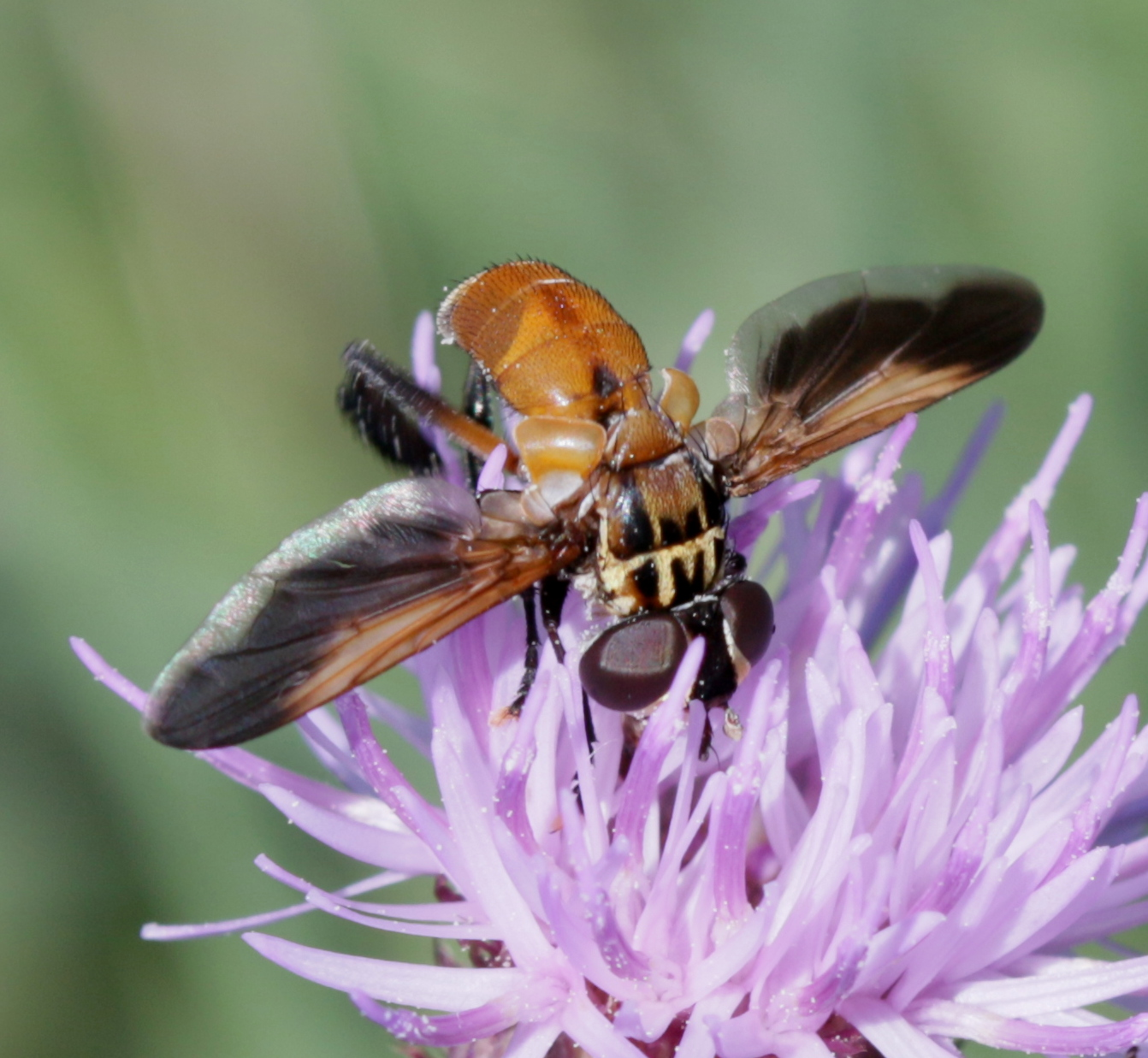
Trichopoda pictipennis, Espagne

Le processus de parasitage décrit pour T. pennipes est le même pour T. pictipennis. La femelle pond un ou plusieurs œufs sur la punaise, en général sur le dos (pronotum, scutellum), ou sur la tête, les ailes, ou sous les ailes. La larve pénètre à l'intérieur de l'hôte et se nourrit des fluides internes. Une seule larve peut survivre dans un hôte. Après environ deux semaines de croissance, la larve sort au troisième stade, entre les segments abdominaux. L'hôte meurt peu après, de l'effet mécanique de la sortie et non pas de la nourriture du parasite. La nymphose a lieu dans le sol, dans un cocon brun-rouge foncé, d'où l'adulte sort environ deux semaines plus tard. Il peut y avoir jusqu'à trois générations par année. La larve peut hiverner, au second stade, dans son hôte hivernant. Ainsi, malgré ce parasitisme, l'hôte continue à se nourrir, et garde la possibilité de se reproduire, même si peu à peu, ses organes sexuels sont atrophiés par le développement de la larve ayant atteint son stade 2. L'adulte émerge à la fin du printemps ou au début de l'été. À ce moment, il s'en prend à des adultes ayant hiverné, les seuls assez grands pour héberger les larves. Les générations suivantes vont parasiter aussi bien des larves aux derniers stades que des adultes de l'année. 50 % des larves parasitées vont mourir avant de devenir adultes, et les autres meurent avant de pondre. Le taux est moindre chez les punaises parasitées adultes, dont le cycle de vie n'est pas synchronisé avec celui du parasite.

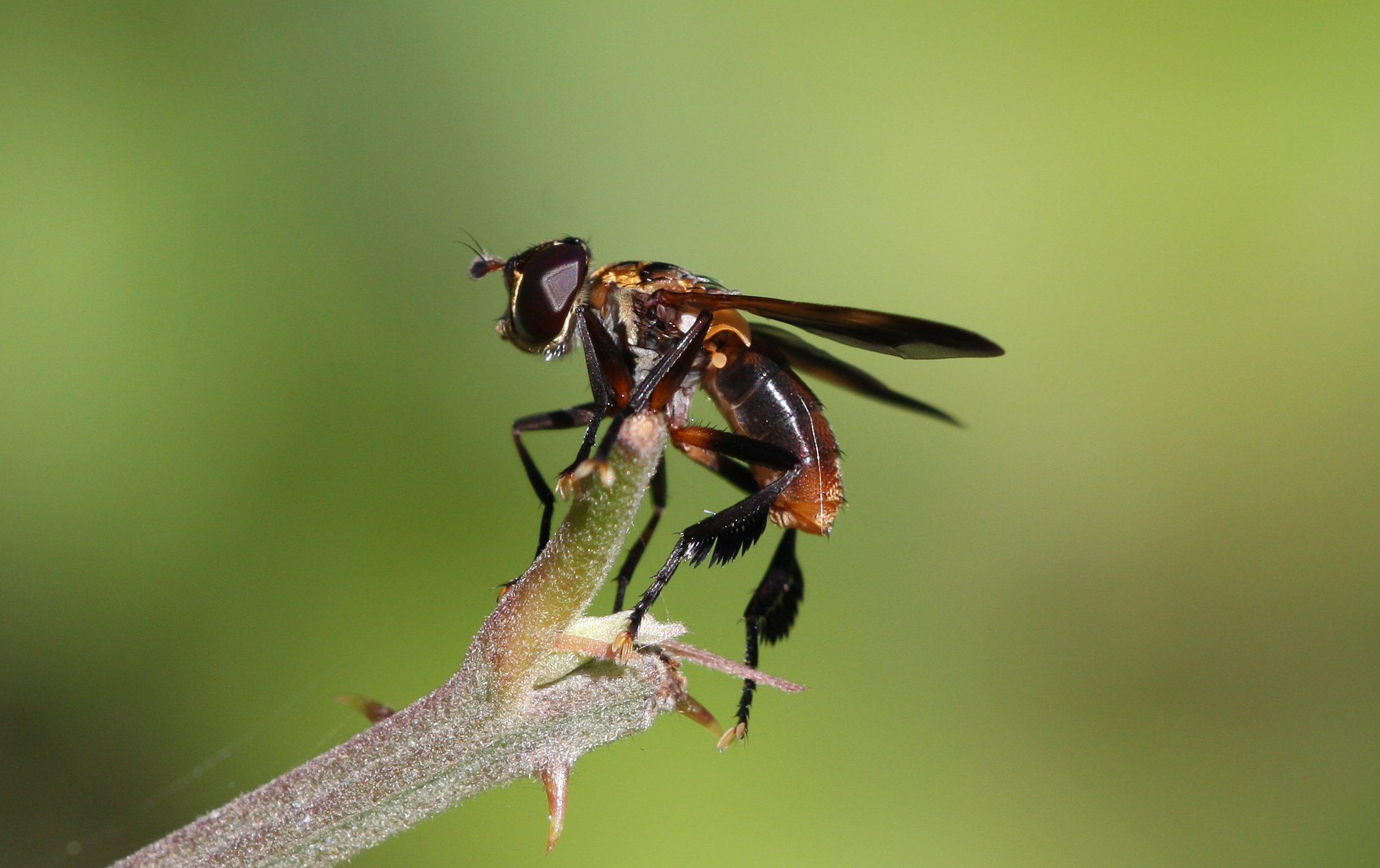
Trichopoda pictipennis, Slovénie

L'adulte se nourrit de nectar sur les fleurs, notamment la carotte sauvage (Daucus carota), la vergerette annuelle (Erigeron annuus), où il se tient souvent avec les ailes étalées.
Les hôtes parasités répertoriés, moisn nombreux que ceux de T. pennipes, sont les suivants :
- Nezara viridula (Pentatomidae), devenue invasive dans le monde entier[11] ;
- Thyanta perditor (Pentatomidae), présente du Sud des États-Unis au centre de l'Amérique du Sud et dans les Antilles[12],.

Une étude menée en Italie en 1998, dix ans après son introduction accidentelle, montre qu'entre 20 et 25 % des adultes de Nezara viridula sont parasités, par un seul œuf dans plus de 50 % des cas,  mais par parfois jusqu'à 15 œufs, placés surtout sur le thorax. Aucune autre espèce de Pentatomidae récoltée dans les mêmes régions n'était parasitée. Il faudra poursuivre les études pour savoir si au fil du temps, cette mouche apprend à parasiter les espèces locales et l'impact sur leurs populations.